# Section d’Or

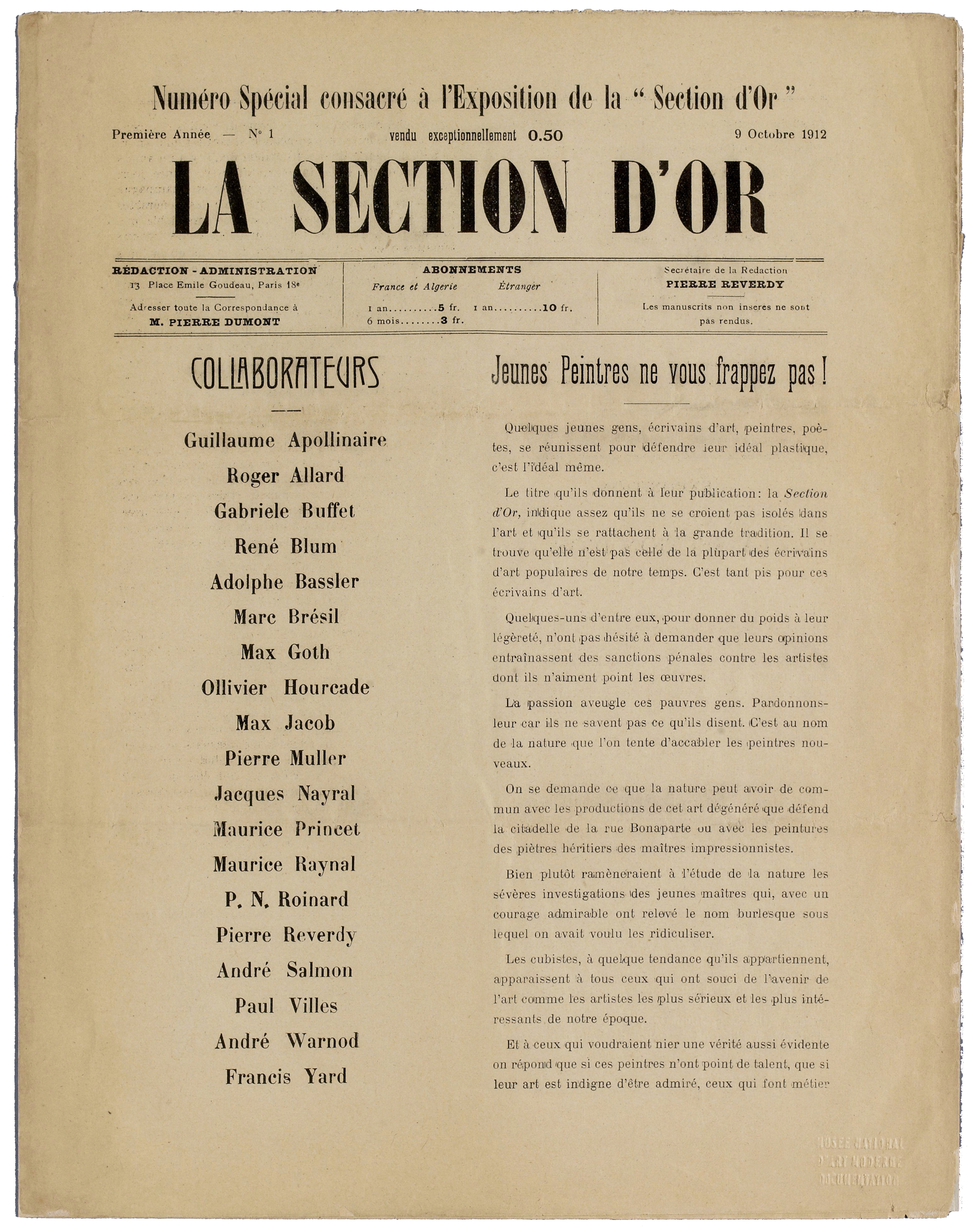
Numéro spécial consacré à l’Exposition de la Section d’Or, première année, n° 1, 9. Oktober 1912

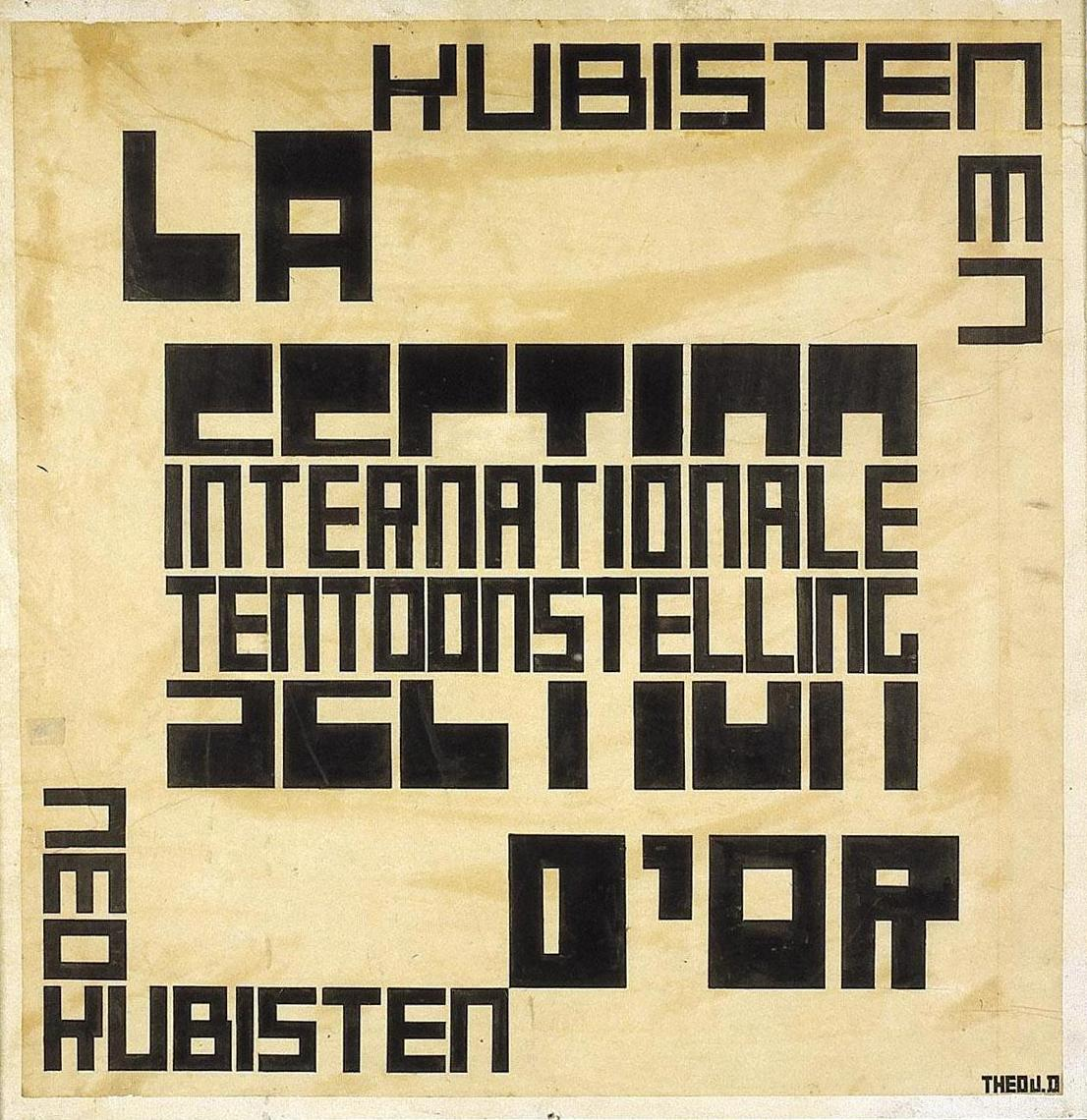
Theo van Doesburg: Plakatentwurf für eine Ausstellung der Section d'Or, um 1920.

La Section d’Or (französisch für ‚Goldener Schnitt‘) war eine kubistische Ausstellungsgemeinschaft, die von Mitgliedern der Puteaux-Gruppe gegründet wurde. Sie begann mit einer Ausstellung in der Galerie La Boétie, Paris, im Jahr 1912, die begleitet wurde von der Publikation Du Cubisme von Jean Metzinger und Albert Gleizes. Unter anderem wurde dort Marcel Duchamps Gemälde Akt, eine Treppe herabsteigend Nr. 2 ausgestellt. 1920 und 1925 folgten weitere Ausstellungen. Eine nur kurzlebige Zeitschrift wurde ebenfalls unter dem Titel La Section d’Or veröffentlicht. 
Der Name der Vereinigung gründete sich auf das von Joséphin Péladan erstmals ins Französische übersetzte und 1910 in Paris erschienene illustrierte Werk Leonardo da Vincis Traité de la peinture, das auf die Puteaux-Gruppe großen Einfluss hatte. Jacques Villon selbst bekannte sich in dieser Zeit als „glühender Verehrer Leonardos“.